# سارلي مختوم
سارلي مختوم (بالفارسية: سارلی مختوم) هي قرية تقع في غلستان في إيران. يقدر عدد سكانها بـ 1,276 نسمة .